# Așa e viața!
Așa e viața! (titlu original: That's Life!) este un film american de comedie-dramatic din 1986 regizat de Blake Edwards. Rolurile principale au fost interpretate de actorii Jack Lemmon și Julie Andrews. Filmul a fost produs independent de Edwards folosind în mare parte propriile sale finanțe și a fost distribuit de Columbia Pictures.

## Distribuție
- Jack Lemmon - Harvey Fairchild
- Julie Andrews - Gillian Fairchild
- Sally Kellerman - Holly Parrish
- Robert Loggia - Father Baragone
- Jennifer Edwards - Megan Fairchild Bartlet
- Rob Knepper - Steve Larwin
- Matt Lattanzi - Larry Bartlet
- Chris Lemmon - Josh Fairchild
- Cynthia Sikes - Janice Kern
- Dana Sparks - Fanny Ward
- Emma Walton - Kate Fairchild
- Felicia Farr - Madame Carrie
- Theodore Wilson - Corey
- Jordan Christopher - Dr. Keith Romanis